# South Tripura (distrikt)
South Tripura (bengalsk: দক্ষিণ ত্রিপুরা জেলা) er et distrikt i den indiske delstat Tripura. Distriktets hovedstad er Belonia.

## Demografi
Ved folketællingen i 2011 var der 876,001 indbyggere i distriktet, mod 767,440 i 2001. Den urbane befolkningen udgør 14,06 % af befolkningen.
Børn i alderen 0 til 6 år udgjorde 12,43 % i 2011 mod 14,34 % i 2001. Antallet af piger i den alder per tusinde drenge er 947 i 2011 mod 961 i 2001.